# تور (پارچه)

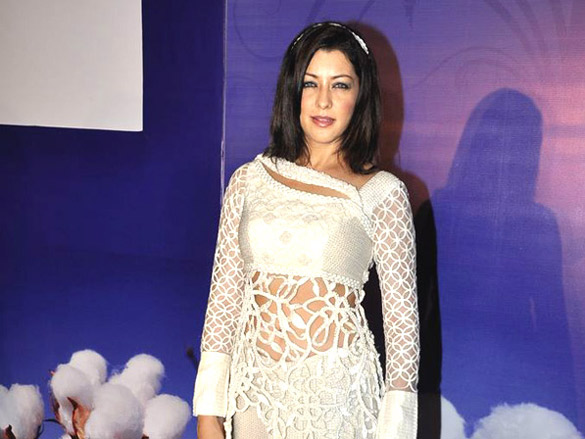
لباسی بافته شده از تور

تور یا تورسازی یک نوع نساجی است که در آن نخ گره دار یا بافته شده است که در نتیجه باعث ایجاد فضاهای خالی میان گره‌ها می‌شود. این تورها نوع‌های متنوعی دارند.